# Площа Іспанії (Барселона)
Площа Іспанії в Барселоні (ісп. Plaza de España, кат. Plaça d'Espanya) — одна з основних площ столиці Каталонії, пам'ятка міста. Розташована біля підніжжя гори Монжуїк.

## Опис
Побудована до  Всесвітньої виставка в Барселоні в 1929 за проектом Жозепа Пуї Кадафальша і Гіллема Бускетса, а закінчена Антоніо Дардерем.
Маючи площу 34 000 м², площа займає друге місце в Іспанії після  площі Іспанії в Мадриді і перед  площею Каталонії в Барселоні.
У центрі круглої площі розташований величезний та високий монумент-фонтан з численними скульптурами. У площі розташована реконструйована в торгово-рекреаційний комплекс Арена Барселони, готель «Каталонія Барселона плаза», Палац комунікацій та транспорту, головний павільйон виставково-ярмаркового комплексу «Фіра Барселона». Від площі до величезного та знаменитого вечірнім світло-музичним шоу  чарівного фонтану і величного  Національного палацу з  Національним музеєм мистецтв Каталонії на горі Монжуїк йде широка еспланада-авеніда Королеви Марії-Христини, на початку якої стоять дві симетричні 47-метрові Венеційські вежі й інші павільйони комплексу «Фіра Барселона».
Площа є важливим транспортним вузлом міста; за допомогою тунелю її перетинає найдовша в Іспанії вулиця Гран-Віа; в площу впираються вулиця Креу Коберта, проспект Паралель, проспект Королеви Марії Христини та Таррагонська вулиця.
Під площею розташовані станції метро «Еспанья» ліній L1, L3 і L8, а також станції міських електричок.

## Галерея

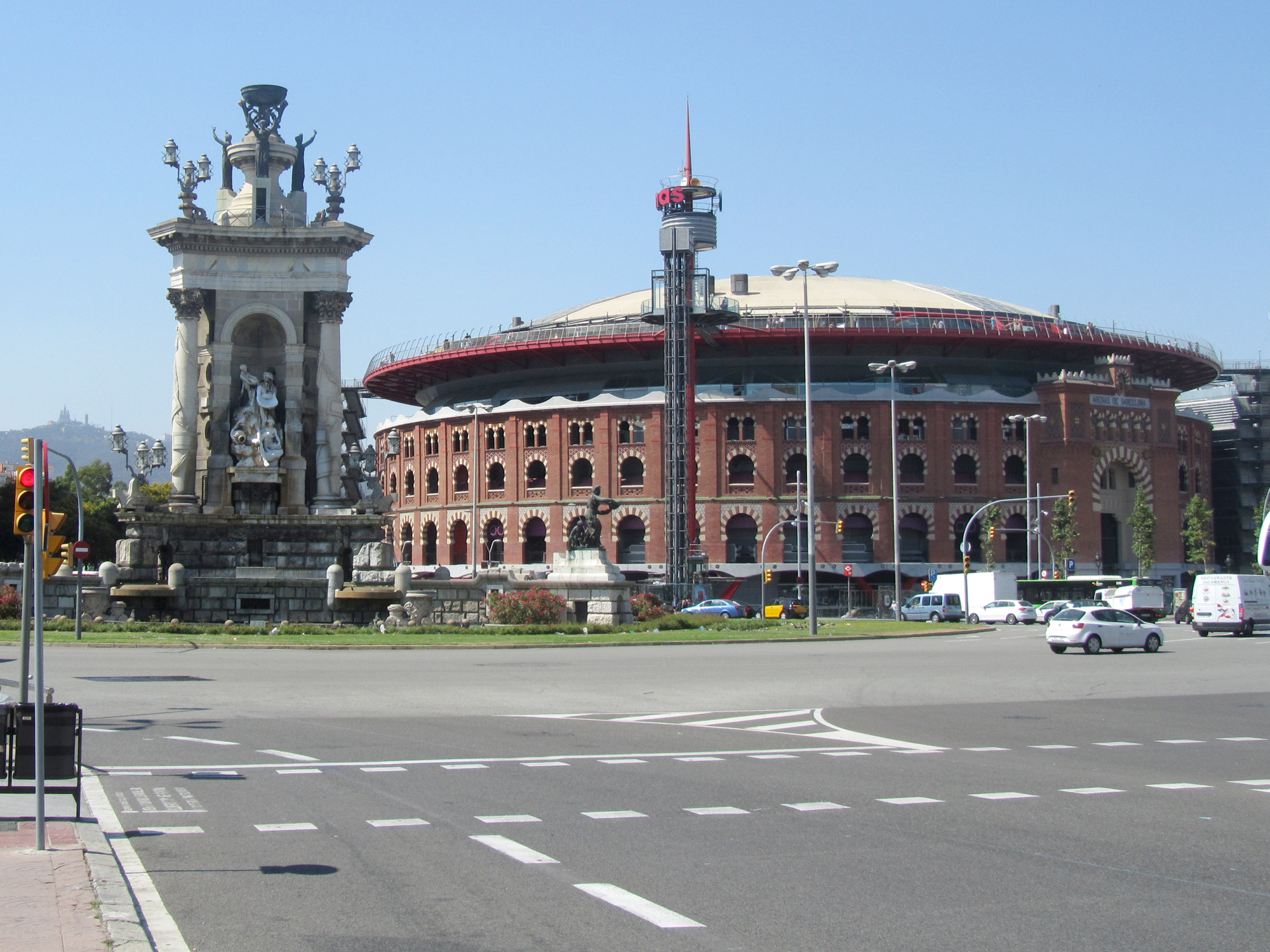
Арена Барселони
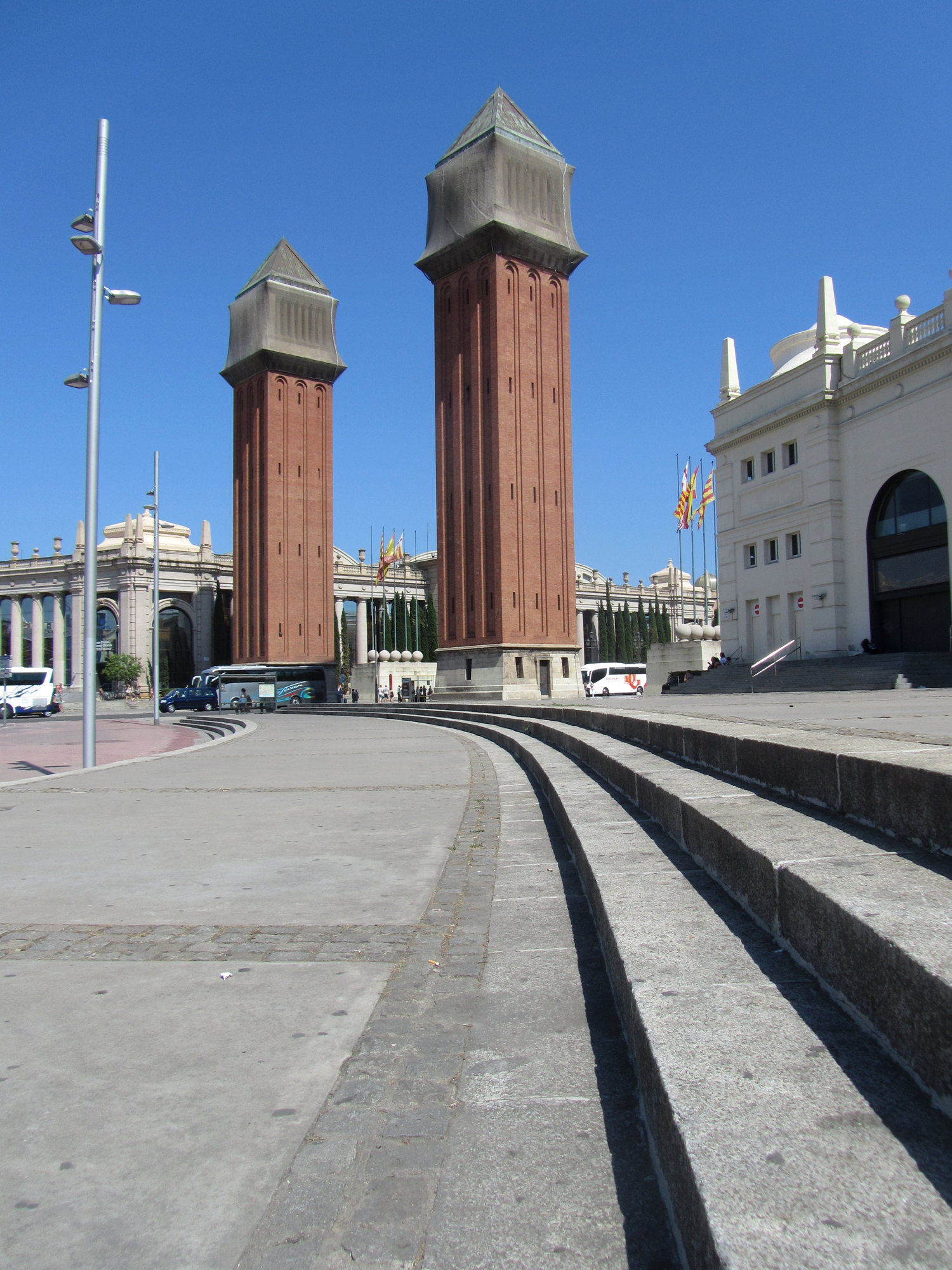
Венеційські вежі
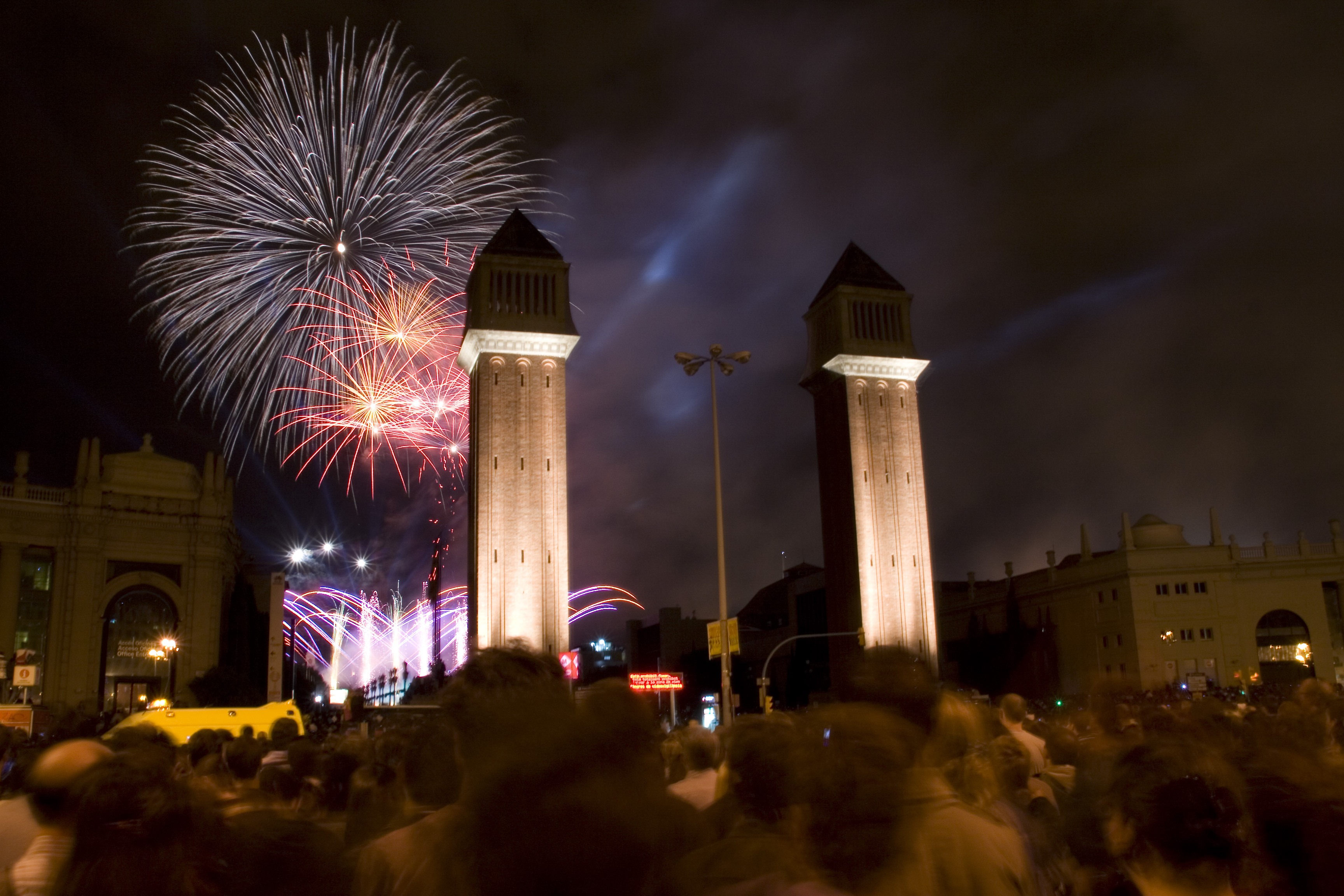
Святкування Ла Мерсе